# Eustis (Nebraska)
Pour les articles homonymes, voir Eustis.
Eustis est un village du comté de Frontier, dans l'État du Nebraska, aux États-Unis. En 2020, il comptait une population de 389 habitants.